# Lucia Ixchíu
Ana Lucía Ixchíu Hernández, més coneguda com a Lucia Ixchíu o Lucía Hernández (Totonicapán, 1990) és una indígena K´iché guatemalenca, activista feminista, arquitecta, gestora cultural, periodista comunitària, cofundadora de Mujeres en Movimienta i Festivales Solidarios. Considerada com una de les activistes més importants de Centreamèrica per la seva defensa del feminisme, la biodiversitat, lluita contra la corrupció i la lluita pel territori dels pobles indígenes.